# Tillabéri (departamento)
Tillabéri é um departamento do Níger. Sua capital é Tillabéri.

## Comunas
- Anzourou
- Bibiyergou
- Dessa
- Kourteye
- Sakoira
- Sinder
- Tillaberi (comuna urbana)

Predefinição:Níger